# Mongoolse steppegaai
De Mongoolse steppegaai (Podoces hendersoni) is een zangvogel uit de familie Corvidae (kraaien). Deze vogel is genoemd naar zijn ontdekker, de Engelse botanicus George Henderson (1836-1929).

## Verspreiding en leefgebied
Deze soort komt voor in centraal Azië in noordwestelijk China en westelijk en zuidelijk Mongolië.

## Status
De grootte van de populatie is niet gekwantificeerd maar de soort wordt omschreven als schaars tot zeldzaam. Op de Rode lijst van de IUCN heeft deze soort de status niet bedreigd.